# Longwy
Longwy település Franciaországban, Meurthe-et-Moselle megyében. Lakosainak száma 15 492 fő (2022. január 1.). Longwy Cosnes-et-Romain, Herserange, Lexy, Longlaville, Mexy, Mont-Saint-Martin és Réhon községekkel határos.

## Népesség
A település népességének változása:
| Lakosok száma | 21 087 | 17 338 | 15 439 | 14 317 | 14 092 | 14 437 | 14 378 | 14 774 | 15 117 | 15 492 |
|               | 1968   | 1982   | 1990   | 2006   | 2013   | 2015   | 2017   | 2019   | 2020   | 2022   |